# Лобсанг Сангай
Лобсанг Сангай (1968, Дарджилінг), тибетський юрист і політичний діяч, глава тибетського уряду у вигнанні, обраний 27 квітня 2011 року в результаті всесвітнього голосування тибетської діаспори.

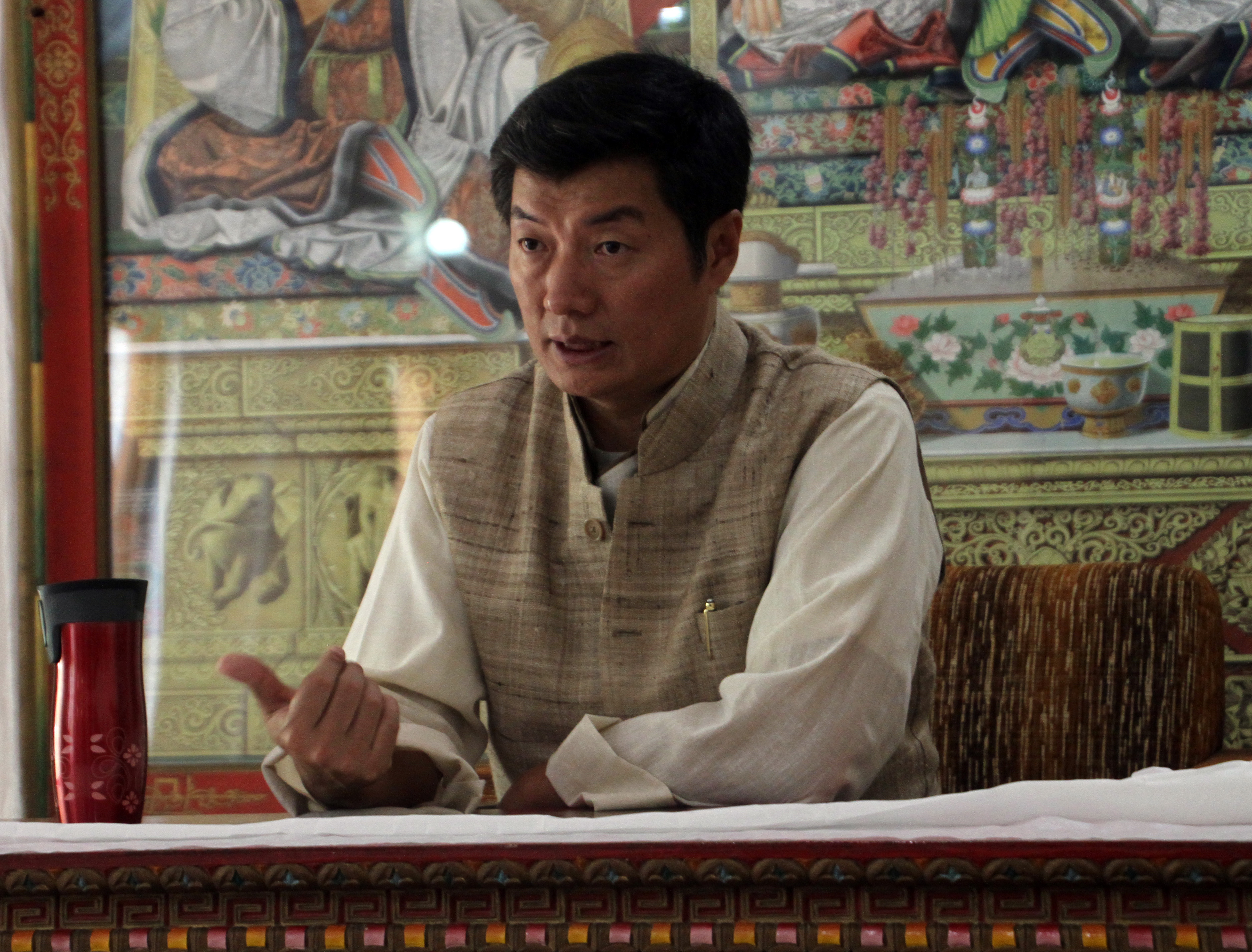

## Біографія
Здобув шкільну освіту в Індії в школі для тибетських біженців. Потім здобув ступені бакалавра права й бакалавра мистецтв у Делійському університеті.
У 2004 році здобув Премію Янга К. Кіма з відзнакою за докторську дисертацію, а також премію Фулбрайта для тибетських емігрантів на навчання в Гарвардському університеті, де здобув ступінь магістра, а потім доктора права.
Є запрошеним дослідником Гарвардської школи права. Займається правозахисною діяльністю, організував 5 конференцію за участю представників Китаю і тибетської діаспори, а також зустріч Далай-лами з 35 китайськими вченими в Гарварді в 2003 році.